# Premis Oscar de 1971
Els Premis Oscar de 1971 (en anglès: 44th Academy Awards) foren presentats el 10 d'abril de 1972 en una cerimònia realitzada al Dorothy Chandler Pavilion de Los Angeles.
En aquesta edició actuaren de presentadors Helen Hayes, Alan King, Sammy Davis Jr. i Jack Lemmon.

## Curiositats
Les pel·lícules més nominades de la nit foren French Connection de William Friedkin, L'última projecció de Peter Bogdanovich i El violinista a la teulada de Norman Jewison, totes elles amb vuit nominacions. La primera d'elles, French Connection, fou la gran guanyadora de la nit amb cinc victòries, entre elles millor pel·lícula, director, actor principal i guió adaptat. El documental mexicà Centinelas del silencio aconseguí dos premis Oscar en aquesta nit, el de millor curtmetratge i millor curtmetratge documental, sent l'únic curtmetratge en aconseguir aquest fet.
Aquesta fou la primera edició en la qual durant la cerimònia tots els candidats tingueren sobreimpresionats una fotografia en la presentació de les candidatures.
Betty Grable feu una de les seves últimes aparicions en aquesta edició dels Premis, juntament amb el cantant Dick Haymes, després de patir un càncer. Grable morí el 1973 a conseqüència d'aquesta malaltia.
Charles Chaplin fou guardonat amb un Premi Honorífic per tota la seva trajectòria rebent una ovació de 12 minuts de durada, la més llarga en la història dels premis.

## Premis
| Millor pel·lícula | Millor direcció |
| --- | --- |
| - French Connection (Philip D'Antoni per 20th Century Fox) - A Clockwork Orange (Stanley Kubrick per Warner Bros.) - Nicolau i Alexandra (Sam Spiegel per Horizon Pictures i Columbia Pictures) - L'última projecció (Stephen J. Friedman per Columbia Pictures) - El violinista a la teulada (Norman Jewison per The Mirisch Production Company i United Artists) | - William Friedkin per French Connection - Peter Bogdanovich per L'última projecció - Norman Jewison per El violinista a la teulada - Stanley Kubrick per A Clockwork Orange - John Schlesinger per Diumenge, maleït diumenge |
| Millor actor | Millor actriu |
| - Gene Hackman per French Connection com a Det. Jimmy "Popeye" Doyle - Peter Finch per Diumenge, maleït diumenge com a Dr. Daniel Hirsch - Walter Matthau per Kotch com a Joseph P. Kotcher - George C. Scott per Anatomia d'un hospital com a Dr. Herbert Bock - Chaim Topol per El violinista a la teulada com a Tevye | - Jane Fonda per Klute com a Bree Daniels - Julie Christie per McCabe i la senyora Miller com a Constance Miller - Glenda Jackson per Diumenge, maleït diumenge com a Alex Greville - Vanessa Redgrave per Mary, Queen of Scots com a Maria I d'Escòcia - Janet Suzman per Nicolau i Alexandra com a Alexandra de Hessen-Darmstadt                                                                               |
| Millor actor secundari | Millor actriu secundària |
| - Ben Johnson per L'última projecció com a Sam the Lion - Jeff Bridges per L'última projecció com a Duane Jackson - Leonard Frey per El violinista a la teulada com a Motel Kamzoil - Richard Jaeckel per Casta invencible com a Joe Ben Stamper - Roy Scheider per French Connection com a Det. Buddy 'Cloudy' Russo | - Cloris Leachman per L'última projecció com a Ruth Popper - Ann-Margret per Carnal Knowledge com a Bobbie - Ellen Burstyn per L'última projecció com a Lois Farrow - Barbara Harris per Who Is Harry Kellerman and Why Is He Saying Those Terrible Things About Me? com a Allison Densmore - Margaret Leighton per El missatger com a Mrs. Maudsley                                                             |
| Millor guió original | Millor guió adaptat |
| - Paddy Chayefsky per Anatomia d'un hospital - Elio Petri i Ugo Pirro per Investigació sobre un ciutadà - Andy Lewis i Dave Lewis per Klute - Herman Raucher per Estiu del 42 - Penelope Gilliatt per Diumenge, maleït diumenge | - Ernest Tidyman per French Connection (sobre hist. de Robin Moore) - Stanley Kubrick per A Clockwork Orange (sobre hist. d'Anthony Burgess) - Bernardo Bertolucci per The Conformist (sobre hist. d'Alberto Moravia) - Vittorio Bonicelli i Ugo Pirro per El jardí dels Finzi Contini (sobre hist. de Giorgio Bassani) - Peter Bogdanovich i Larry McMurtry per L'última projecció (sobre hist. Larry McMurtry) |
| Millor pel·lícula de parla no anglesa | |
| - El jardí dels Finzi Contini de Vittorio De Sica (Itàlia) - Dodes'ka-den d'Akira Kurosawa (Japó) - Utvandrarna de Jan Troell (Suècia) - Ha-Shoter Azoulay d'Ephraim Kishon (Israel) - Txaikovski d'Igor Talankin (Unió Soviètica) | |
| Millor banda sonora (dramàtica) | Millor banda sonora - Cançons o adaptació |
| - Michel Legrand per Estiu del 42 - John Barry per Mary, Queen of Scots - Richard Rodney Bennett per Nicolau i Alexandra - Isaac Hayes per Les nits roges de Harlem - Jerry Fielding per Els gossos de palla | - John Williams (adaptació) per El violinista a la teulada - Irwin Kostal (adaptació); Richard i Robert B. Sherman (cançons) per Bedknobs and Broomsticks - Peter Maxwell Davies i Peter Greenwell (adaptació) per El xicot - Dimitri Tiomkin (adaptació) per Tchaikovsky - Walter Scharf (adaptació); Leslie Bricusse i Anthony Newley (cançons) per Un món de fantasia                                         |
| Millor cançó original | Millor fotografia |
| - Isaac Hayes (música i lletra) per Les nits roges de Harlem ("Theme from Shaft") - Richard i Robert B. Sherman (música i lletra) per Bedknobs and Broomsticks ("The Age of Not Believing") - Henry Mancini (música); Alan i Marilyn Bergman (lletra) per Casta invencible ("All His Children") - Perry Botkin, Jr. i Barry De Vorzon per Que Déu beneeixi les bèsties i els nens ("Bless the Beasts and Children") - Marvin Hamlisch (música); Johnny Mercer (lletra) per Kotch per ("Life Is What You Make It") | - Oswald Morris per El violinista a la teulada - Owen Roizman per French Connection - Robert L. Surtees per L'última projecció - Freddie Young per Nicolau i Alexandra - Robert L. Surtees per Estiu del 42 |
| Millor direcció artística | Millor vestuari |
| - Ernest Archer, John Box, Jack Maxsted i Gil Parrondo; Vernon Dixon per Nicolau i Alexandra - Boris Leven i William H. Tuntke; Ruby R. Levitt per The Andromeda Strain - Peter Ellenshaw i John B. Mansbridge; Hal Gausman i Emile Kuri per Bedknobs and Broomsticks - Terence Marsh i Robert Cartwright; Peter Howitt per Mary, Queen of Scots - Robert F. Boyle i Michael Stringer; Peter Lamont per El violinista a la teulada                                                                                | - Yvonne Blake i Antonio Castillo per Nicolau i Alexandra - Bill Thomas per Bedknobs and Broomsticks - Margaret Furse per Mary, Queen of Scots - Piero Tosi per Morte a Venezia - Morton Haack per What's the Matter with Helen? |
| Millor muntatge | Millor so |
| - Gerald B. Greenberg per French Connection - Stuart Gilmore i John W. Holmes per The Andromeda Strain - Bill Butler per A Clockwork Orange - Ralph E. Winters per Kotch - Folmar Blangsted per Estiu del 42 | - David Hildyard i Gordon McCallum per El violinista a la teulada - Gordon McCallum, John W. Mitchell i Al Overton per Diamants per a l'eternitat - Chris Newman i Theodore Soderberg per French Connection - Richard Portman i Jack Solomon per Kotch - John Aldred i Bob Jones per Mary, Queen of Scots |
| Millors efectes especials | |
| - Danny Lee, Eustace Lycett i Alan Maley per Bedknobs and Broomsticks - Jim Danforth i Roger Dicken per Quan els dinosaures dominaven la Terra | |
| Millor documental | Millor curtmetratge documental |
| - The Hellstrom Chronicle de Walon Green - Alaska Wilderness Lake d'Alan Landsburg - On Any Sunday de Bruce Brown - Ra de Lennart Ehrenborg i Thor Heyerdahl - Le Chagrin et la Pitié de Marcel Ophüls | - Centinelas del silencio de Robert Amram i Manuel Arango - Adventures in Perception de Han van Gelder - Art Is... de Julian Krainin i DeWitt L. Sage, Jr. - The Numbers Start with the River de Donald Wrye - Somebody Waiting de Sherwood Omens, Hal Riney i Dick Snider |
| Millor curtmetratge | Millor curtmetratge d'animació |
| - Centinelas del silencio de Robert Amram i Manuel Arango - Good Morning de Denny Evans i Ken Greenwald - The Rehearsal de Stephen F. Verona | - The Crunch Bird de Ted Petok - Evolution de Michael Mills - The Selfish Giant de Peter Sander i Murray Shostak |

## Premi Honorífic

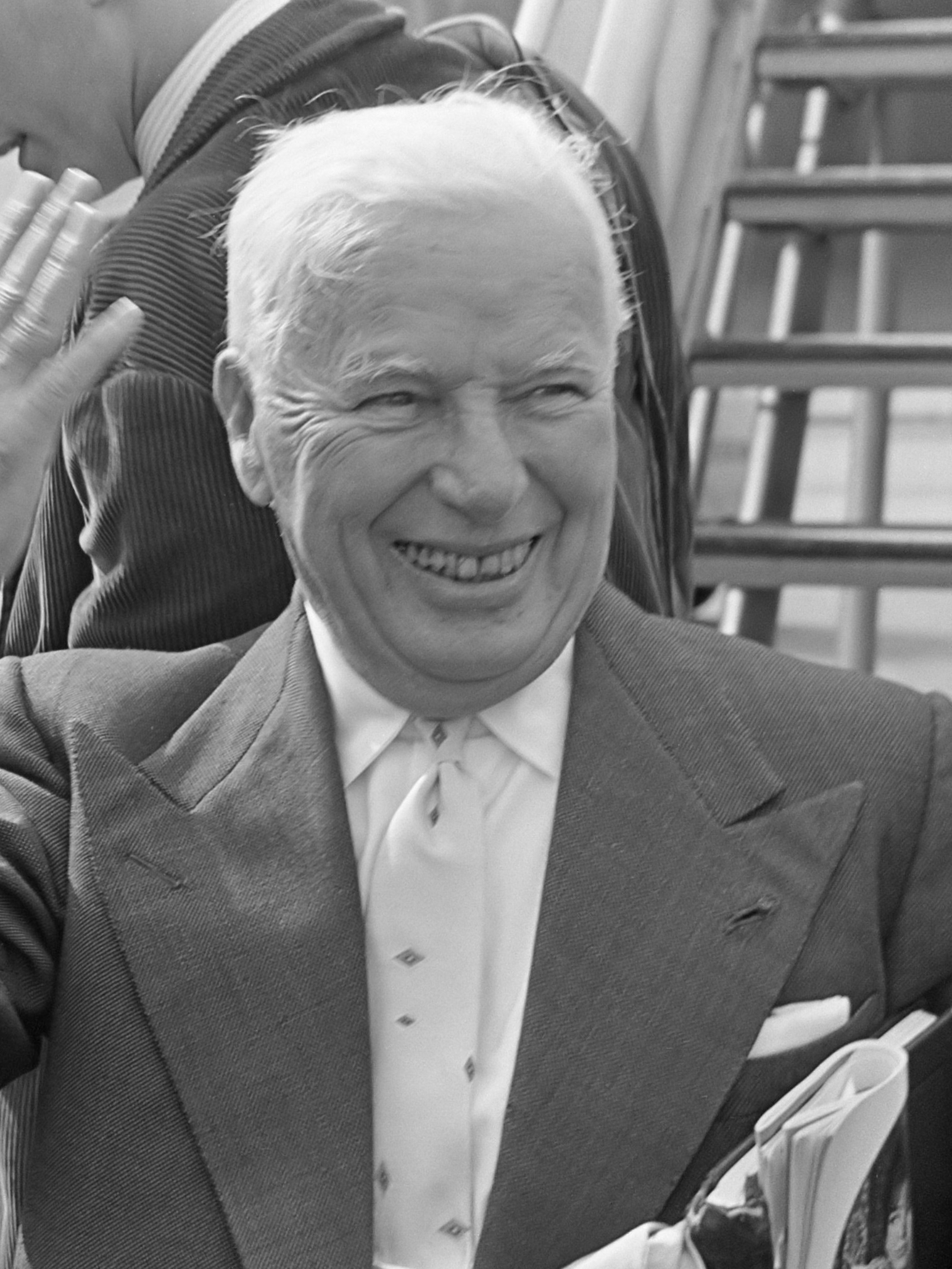
Charles Chaplin l'any 1965.

- Charles Chaplin - per l'efecte incalculable que ha tingut el seu cinema en l'art d'aquest segle. [estatueta]

## Presentadors
| Nom                               |                                              |
| --------------------------------- | -------------------------------------------- |
| Hank Simms                        | Anunciador dels premis                       |
| Daniel Taradash (president AMPAS) | Obertura i benvinguda                        |
| Ann-Margret John Gavin            | Millor fotografia                            |
| Karen Black Richard Chamberlain   | Millors efectes especials                    |
| Timothy Bottoms Jennifer O'Neill  | Millor direcció artística                    |
| Red Buttons Jill St. John         | Millor muntatge                              |
| James Caan Joey Heatherton        | Millors documentals                          |
| Frank Capra Natalie Wood          | Millor director                              |
| Leslie Caron Jack Valenti         | Millor pel·lícula de parla no anglesa        |
| Sandy Duncan Michael York         | Millor so                                    |
| Betty Grable Dick Haymes          | Millor música (dramàtica) i millor adaptació |
| Joel Grey                         | Millor cançó                                 |
| Tennessee Williams                | Millor guió original i millor guió adaptat   |
| Gene Hackman Raquel Welch         | Millor actriu secundària                     |
| Richard Harris Sally Kellerman    | Millor actor secundari                       |
| Cloris Leachman Richard Roundtree | Millors curtmetratges                        |
| Walter Matthau                    | Millor actriu                                |
| Liza Minnelli                     | Millor actor                                 |
| Joe Namath Cybill Shepherd        | Millor vestuari                              |
| Jack Nicholson                    | Millor pel·lícula                            |
| Daniel Taradash                   | Premi Honorífic a Charles Chaplin            |

### Actuacions
| Nom                       |                                                                              |
| ------------------------- | ---------------------------------------------------------------------------- |
| Henry Mancini             | Arranjador musical                                                           |
| Joel Grey                 | Interpreta "Lights, Camera, Action!"                                         |
| The Carpenters            | Interpreten "Bless the Beasts and Children" de Bless the Beasts and Children |
| Isaac Hayes               | interpreta "Theme from Shaft" de Les nits roges de Harlem                    |
| Johnny Mathis             | interpreta "Life Is What You Make It" de Kotch                               |
| Charley Pride             | interpreta "All His Children" de Casta invencible                            |
| Debbie Reynolds           | interpreta "The Age of Not Believing" de Bedknobs and Broomsticks            |
| Cor musical de l'Acadèmia | iterpreta "Smile" de Charles Chaplin                                         |

## Múltiples nominacions i premis
| Les següents pel·lícules van rebre diverses nominacions: - 8 nominacions: French Connection, L'última projecció i El violinista a la teulada - 6 nominacions: Nicolau i Alexandra - 5 nominacions: Bedknobs and Broomsticks i Mary, Queen of Scots - 4 nominacions: A Clockwork Orange, Diumenge, maleït diumenge, Estiu del 42, Kotch - 2 nominacions: The Andromeda Strain, Antomia d'un hospital, Casta invencible, Centinelas del silencio, El jardí dels Finzi Contini, Klute, Les nits roges de Harlem i Tchaikovsky | Les següents pel·lícules van rebre més d'un premi: - 5 premis: French Connection - 3 premis: El violinista a la teulada - 2 premis: Centinelas del silencio, Nicolau i Alexandra i L'última projecció |